# Make Tonight Beautiful
Make Tonight Beautiful är en låt framförd av den kanadensiska sångaren Tamia, skriven av Diane Warren och producerad av Keith Thomas. Låten valdes med på soundtrackalbumet till den amerikanska actionfilmen Speed 2: Cruise Control med Sandra Bullock och Jason Patric i huvudrollerna. Låten skickades till amerikanska R&B-radiostationer i maj och juni som en musiksingel från albumet.
"Make Tonight Beautiful" framförs av Tamia under filmen, i vilken hon spelar rollen som Sheri Silver, kryssningsfartygets kvällsunderhållare. Låten är en R&B-ballad i vilken hon uttrycker stark passion och kärlek för en manlig partner. Låten var inte särskilt framgångsrik som musiksingel och gick aldrig in på någon Billboard-lista. Den nådde topp trettio och topp-femtio på radiotopplistorna Urban AC Top 30 och Urban Top 50 sammansatta av Radio & Records. Musikvideon till "Make Tonight Beautiful" regisserades av Paul Hunter.

## Bakgrund
Under mitten av 1990-talet när den kanadensiska sångaren Tamia arbetade med sitt debutalbum spelade hon samtidigt in flera låtar till andra projekt. Hon blev Quincy Jones' lärling och släppte debutsingeln, "You Put a Move On My Heart", på hans album Q's Jook Joint år 1994. Låten, samt "Slow Jams", en duett med Babyface från samma album, mottog båda Grammy-nomineringar. Tamia samarbetade senare med de kvinnliga sångarna Chaka Khan, Gladys Knight och Brandy på balladen "Missing You" som spelades in till den amerikanska filmen Set It Off. Låten mottog en Grammy-nominering i kategorin "Best Pop Vocal Performance By A Duo Or Group" vilket blev Tamias tredje Grammynominering.
År 1996 letade filmregissören Jan de Bont efter en sångerska med skådespelartalang till hans film Speed 2: Cruise Control, en uppföljare till den framgångsrika filmen Speed (1994). Filmen utspelar sig på kryssningsfartyget Seabourn Legend som under en resa till Västindien blir kapad av en psykopat som har bestämt sig för att styra den mot en oljetanker. I huvudrollerna spelar Sandra Bullock och Jason Patric som försöker stoppa händelsen. Tamia erbjöds rollen som Sheri Silver, båtens sångare. Hon var till en början skeptisk till en filmdebut då hennes debutalbum ännu inte getts ut, men ändrade sig senare. I en intervju sade hon att rollen var för "perfekt för att kunna motstå".

## Utgivning och musikvideo

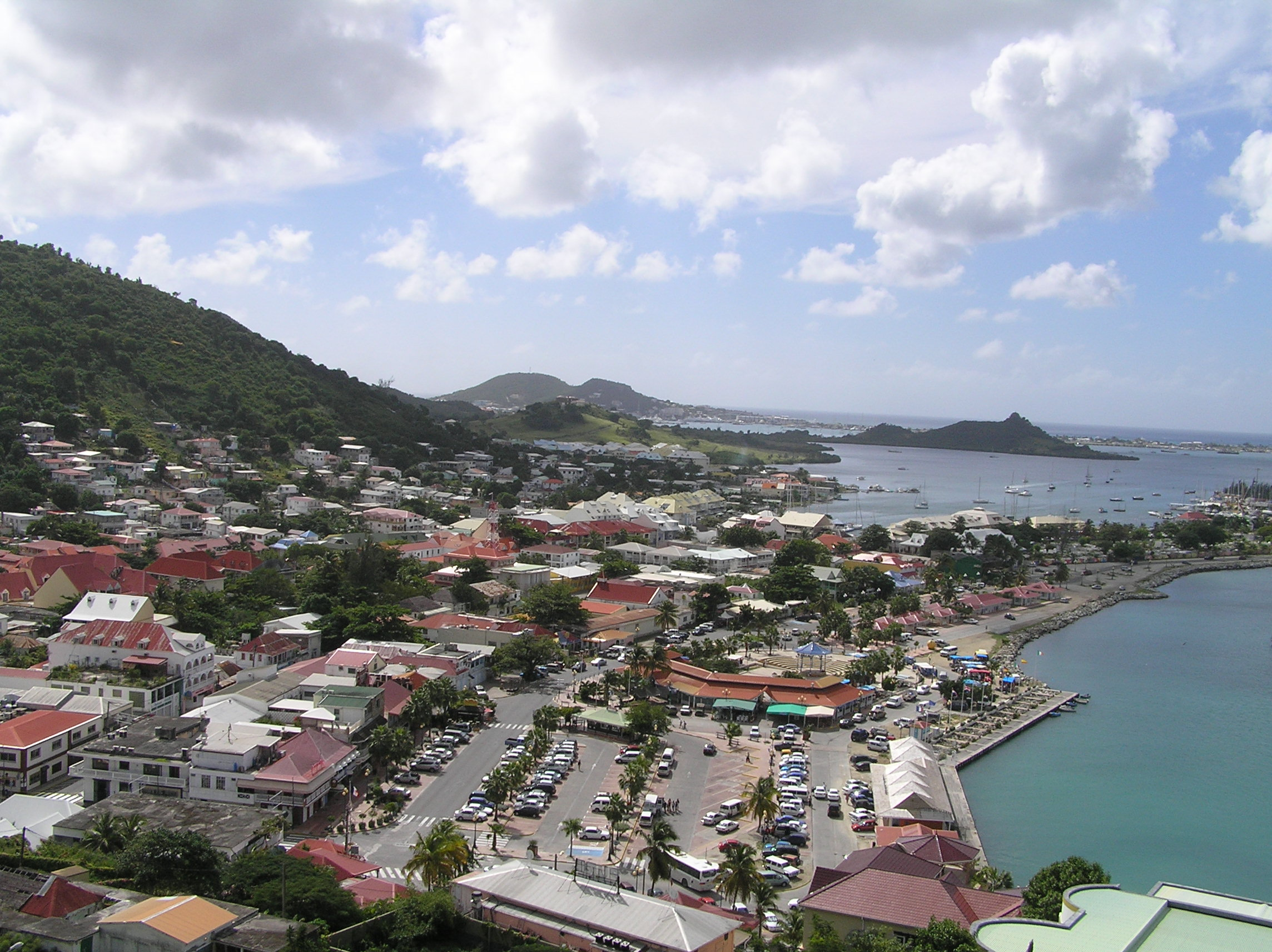
Marigot, Saint-Martin där musikvideon spelades in.

"Make Tonight Beautiful" var en av fem låtar som Virgin Records gav ut som musiksinglar från soundtrackalbumet. Originalversionen och två remixversioner av Joe och Jon Glass skickades till amerikanska R&B-radiostationer som spelade formatet "R&B för vuxna" (Urban AC) den 30 maj 1997. Den skickades till radiostationer som spelade R&B (urban) den 13 juni. Skivbolaget tryckte upp remixversionerna på CD-singlar som skickades till DJs. Dessa innehöll även ett singelomslag som visar en bild på Tamia när hon framför låten på båten.
Musikvideon till "Make Tonight Beautiful" regisserades av Paul Hunter vilket blev Tamias första samarbete med honom. Större delen av videon spelades in på en strand vid Marigot, Saint-Martin, där även filmen spelades in. I videon syns Tamia som en observatör till filmens händelser. Hon dedicerar även låten till en eventuell pojkvän som syns under videons gång. I de första scenerna syns hon framföra låten i vattnet, bärandes en svart klänning. I efterföljande sekvenser visas scener från filmen när Bullocks och Patrics rollfigurer dansar ombord på låten. Tamia syns senare sjunga låten liggande i fören på en mindre båt. Andra sekvenser visar när Seabourn Legend evakueras. Under slutet av videon visas det flygplan som filmens psykopat försöker fly med. Tamia framför de sista verserna på en landningsbana. Musikvideon tog sig in på BET den 12 juli 1997 och The Box den 21 juni 1997 och nådde viss framgång på båda listorna.

## Inspelning och komposition
Jan de Bont ville ha med musik som hade tropiska influenser eftersom detta skulle passa ihop med platsen där filmen utspelade sig. Soundtrackalbumet, Speed 2: Cruise Control Original Motion Picture Soundtrack, består till största del av reaggemusik. Tamia samarbetade med de Bont och Quincy Jones för att välja en låt till filmen. Valet föll på balladen "Make Tonight Beautiful" som skrevs av Diane Warren som tidigare gjort sig känd för ballader som "Solitaire" av Laura Branigan och "Un-Break My Heart" av Toni Braxton. Musiken skapades av kompositören Keith Thomas som tidigare skapat "I Could Fall In Love" till Selena och "Colors of the Wind" till Vanessa L. Williams.
Originalversionen av "Make Tonight Beautiful" är en samtida R&B-komposition som pågår i fyra minuter och trettiotvå sekunder (4:32). Den innehåller keyboards och gitarr som, enligt Billboard, "komplimenterar Tamias röst utan att dränka den". "Make Tonight Beautiful" en romantisk kärleksballad som beskriver djup passion och åtrå. Låten har ingen brygga utan refrängen börjar direkt efter första versen. I den första delen sjunger Tamia: "I've been waiting, to taste your kiss". I refrängen fortsätter hon att sjunga: "Make tonight beautiful/ Make tonight something more/ Than any night I've ever known, in my life before". I slutet av låten byggs sången upp till ett klimax och avslutas med att Tamia framför verserna i högre tonart.

## Mottagande och kommersiell respons
Musikrecensenters reaktioner på låten var mestadels positiva medan resten av soundtrackalbumet ogillades av majoriteten. Larry Flick vid Billboard skrev: "Quincy Jones' senaste protegé kommer att fortsätta i rappa steg mot berömmelse med denna slående ballad från filmen Speed 2. Hon bevisar att allt ståhej inte är förgäves med ett framförande som strålar ungdomlighet och samtidigt avancerad och komplex sång likt en veteran." Flick uppskattade musiken skapad av Thomas och fortsatte: "Originalversionen passar mainstream medan Joe och Jon Glass bidrog med remixer som kommer uppskattas av R&B-lyssnaren." Stephen Thomas Erlewine vid Allmusic var splittrad till soundtrackalbumet vilket han beskrev som "en någorlunda njutbar samling med Shaggy, Maxi Priest, Tamia, Rayvon, T.K., Leah Andreone och UB40." Carol Archer från R&R Magazine beskrev låten som en "omedelbar hit" och berömde Tamias sångframförande.
Den 30 maj rapporterade Radio & Records att "Make Tonight Beautiful" var veckans mest tillagda ("most added") hos amerikanska R&B-stationer som spelade formatet Urban AC. Följande vecka fortsatte den att vara en av de mest tillagda. Den 6 juni rapporterade Gavin Report att låten var veckans tredje mest tillagda singel hos amerikanska radiostationer som spelade R&B. Den gick in på plats 49 på radiotopplistan Urban Top 50 sammansatt av Radio & Records den 4 juli. En vecka senare nådde den plats 46, vilket blev dess topposition. Den gick även in på radiolistan Urban AC Top 30 på plats 28 och nådde slutligen plats 25 den 18 juni vilket blev låtens topposition.

## Coverversioner
År 2000 spelade den amerikanska sångerskan Patti LaBelle in en cover av "Make Tonight Beautiful". Den nya versionen producerades av duon Jimmy Jam & Terry Lewis och inkluderades på LaBelles fjortonde studioalbum When a Woman Loves.

## Format och låtlistor
| 1. | "Make Tonight Beautiful" (Keith Thomas Mix)       | 3:55 |
| 2. | "Make Tonight Beautiful" (Joe Urban Remix)        | 4:37 |
| 3. | "Make Tonight Beautiful" (Jon Gass Remix)         | 4:32 |
| 4. | "Make Tonight Beautiful" (Call Out Research Hook) | 0:16 |

## Medverkande
Information hämtad från Discogs.
- Tamia – sång, bakgrundssång
- Diane Warren – text
- Keith Thomas – produktion, ljudmix, trummor, keyboard
- Booker T. Jones – ljudmix
- Jon Gass – remix
- Joe – remix

## Topplistor

### Veckolistor
| Lista (1997)                          | Topplacering |
| ------------------------------------- | ------------ |
| USA Urban Top 50 (Radio & Records)    | 46           |
| USA Urban AC Top 30 (Radio & Records) | 25           |

## Utgivningshistorik
| Region | Datum        | Format           | Skivbolag |
| ------ | ------------ | ---------------- | --------- |
| USA    | 30 maj 1997  | Radio (urban AC) | Virgin    |
| USA    | 13 juni 1997 | Radio (urban)    | Virgin    |
| USA    | 1997         | CD/Maxi-singel   | Virgin    |